# När världens Frälsare jag ser
När världens Frälsare jag ser är en psalm av Isaac Watts från 1707, bearbetad av Anders Frostenson 1935, 1965 och 1976. Första versen bygger på Filipperbrevet 3:7 och fjärde versen bygger på Romarbrevet 6:11 och Andra Korintierbrevet 5:15. Musik från England av okänt ursprung, cirka 1780. I Herren Lever 1977 finns en diskantstämma till psalmen skriven av Torgny Erséus.
Enligt Frälsningsarméns sångbok 1968 översattes sången till svenska av Emanuel David Booth-Hellberg och tonsattes av Edward Miller.

## Publicerad i
- Nya Stridssånger 1889 som nummer 3 med begynnelseraden "Då jag beskådar korsets stam"
- Musik till Frälsningsarméns sångbok (1907) med begynnelseraden "Då jag beskådar korsets stam"
- Frälsningsarméns sångbok (1929) som nummer 109  under rubriken "Helgelse - Helgelsens verk" med begynnelseraden "Då jag beskådar korsets stam"
- Frälsningsarméns sångbok 1968 som nummer 135 under rubriken "Helgelse" med begynnelseraden "Då jag beskådar korsets stam".
- Herren Lever 1977 som nummer 868 under rubriken "Kyrkans år - Passionstiden".[1]
- Den svenska psalmboken 1986 som nummer 145 under rubriken "Fastan" med begynnelseraden "När världens Frälsare jag ser".
- Den finlandssvenska psalmboken 1986 som nummer 70 under rubriken "Fastetiden" med titelraden "När jag mot korset blickar fram"